# Boi Ruiz
Boi Ruiz García (Barcelona, 17 de octubre de 1954) es un médico español, doctor en Medicina y Cirugía por la Universidad de Barcelona. Fue Consejero de Salud de la Generalidad de Cataluña durante la presidencia de Artur Mas, entre 2010 y 2016.

## Biografía
Boi Ruiz García es médico, doctor "cum laude" por la Universidad de Barcelona y Diplomado en Gestión Hospitalaria por la Escuela de Alta Dirección y Administración de Barcelona. Tiene una dilatada carrera como clínico, gestor, alto directivo en el sector sanitario y sociosanitario, profesor universitario, consultor internacional y autor de numerosos trabajos, artículos y publicaciones relacionados con políticas de salud, planificación sanitaria y gestión de centros y servicios sanitarios.
Fue de 1994 a 2007 director general de La Unió, Associacio d’Entitats Sanitaries i Socials, entidad creada en 1975 con el nombre de Unió Catalano-Balear de Hospitals y que agrupa y representa actualmente a la mayoría de centros públicos y privados de Cataluña que configuran su red Sistema Integrado de utilización pública (SISCAT). Fue nombrado Presidente de la entidad en 2008 cargo que ejerció hasta 2010. (uch.cat). 
En 2008 contribuyó a la fundación de la Organización Española de Hospitales y Servicios de Salud (OHESS).
Fue nombrado consejero de Salud del Gobierno de la Generalidad de Cataluña en diciembre de 2010, en plena crisis económica con el encargo de evitar la quiebra de la sanidad pública catalana, manteniendo la cobertura universal, la cartera de prestaciones y la red de establecimientos existentes. 
La menor disponibilidad presupuestaria, consecuencia de la menor recaudación fiscal producida por la crisis, el retorno de la deuda y el gasto financiero y la drástica limitación del endeudamiento, comportó la adopción de medidas, con un gran debate político y social como el producido en todas las comunidades autónomas. Mediante regulación administrativa amplió el derecho a la atención sanitaria en Cataluña a los inmigrantes empadronados o con su residencia acreditada por la Cruz Roja. Defensor de la rendir cuentas de los resultados de la gestión y las políticas públicas, especialmente de las sanitarias, impulsó su publicación mediante la Central de Resultados del Observatorio la Agencia de Calidad y Evaluación del Departamento de Salud. Esta iniciativa, que se basa en su propia tesis doctoral, es única por su dimensión en España pues abarca con carácter nominal a todos los centros hospitalarios, de atención primaria, de atención sociosanitaria, de salud mental, centros de investigación y la salud pública.
Considera las políticas de salud como responsabilidad de Gobierno y no únicamente del Ministerio o de Consejería competente en la materia. Puso en marcha, bajo el auspicio de la OMS, el Plan Interdepartamental de Salud Pública (PINSAP) como respuesta al lema de Salud en Todas las Políticas.
Promovió con Neus Munté, Consejera de Bienestar Social, la indisoluble relación entre la atención sanitaria y la atención social a través del Plan Interdepartamental de Atención Sanitaria y Social (PIAIS). Entendiendo la participación de los pacientes como un derecho, promovió su reconocimiento  mediante Decreto-Ley,  con la creación del Consejo Consultivo de Pacientes.
Actualmente preside la Consultora Know How Advisers con sede en Barcelona, la cual fundó con Viky Morón Mendicuti.
Es profesor de la Universidad Internacional de Cataluña (UIC ) donde dirige la Cátedra de Gestión Sanitaria y Políticas de Salud y el Instituto Universitario de Pacientes, así como el Máster Universitario en Gestión Sanitaria de su Facultad de Medicina.
Es también codirector y profesor del Máster en Dirección y Gestión Sanitaria de la Online Business School (OBS) de Barcelona, profesor del Máster en Gestión Sanitaria de la Universitat de Barcelona y Profesor del Máster en Planificación y Gestión Sanitaria de la Universidad Europea de Madrid(SEDISA).
En el àmbito social es vicepresidente de la Fundación Humans que promueve los aspectos relacionados con la humanización de la asistencia en España, Vicepresidente de la Fundación Grupo de Afectados de Esclerosis Múltiple (GAEM) y patrono de la Fundación San Camilo.